# كوردوروي (مسلسل)
كوردوروي (بالإنجليزية: Corduroy) هو مسلسل رسوم متحركة أمريكي كندي صيني للأطفال مبني على كتاب الأطفال كوردوروي الذي كتبه دون فريمان عام 1968 ومتابعته جيب لكوردروي التي صدرت عام 1978، تم عرضه في الوطن العربي على عدة محطات عربية مثل... طيور الجنة وغيرها.

## ملخص
تدور أحداث القصة في نيويورك بالولايات المتحدة الأمريكية، وتتبع الدبدوب كوردوروي (الذي تشبه شخصيته طفل ما قبل المدرسة) وصديقته المفضلة ليزا، وهي تلميذة تبلغ من العمر 8 سنوات من أصل جامايكي. عاشت ليزا مع والدتها في مدينة كبيرة مجهولة الاسم. أصدقاء كوردوروي الدمى هم: باكارو، الحصان الهزاز، وروزيتا، الفأرة الآلية (شخصيتهما - مثل كوردوروي - تشبهان أيضًا طفلًا في سن ما قبل المدرسة).

## وصلات خارجية
- كوردوروي على موقع IMDb (الإنجليزية)
- كوردوروي على موقع كينوبويسك (الروسية)
- كوردوروي على موقع قاعدة بيانات الفيلم (الإنجليزية)